# Liverpool John Lennon Airport
Liverpool John Lennon Airport (IATA: LPL, ICAO: EGGP), er en international lufthavn beliggende 12 km sydøst for centrum af Liverpool i North West England. Lufthavnen blev i 2002 opkaldt efter den britiske musiker John Lennon. Stedet har tidligere heddet Speke Airport, RAF Speke og Liverpool Airport.
Lufthavnen blev indviet i 1933. I 2010 ekspederede Liverpool John Lennon Airport 5.013.940 passagerer og 43.796 flybevægelser. Den er hub for lavprisflyselskaberne easyJet og Ryanair, og det er også disse der primært driver rutetrafik fra Liverpool. Derudover driver Wizz Air 4-5 ruter samt KLM og Flybe hver én.

## Trafiktal
Mellem 1997 og 2007 var Liverpool en af Europas hurtigst voksende lufthavne, hvor det årlige passagertal gik fra 689.468 i 1997 til over 5.460.000 i 2007. 5.013.940 passagerer gik igennem lufthavnen i 2010, hvilket gør Liverpool John Lennon Airport til den tiende travleste lufthavn i Storbritannien.
|      | Passagerer | Flybevægelser |
| ---- | ---------- | ------------- |
| 1997 | 689.468    | 28.521        |
| 1998 | 873.172    | 28.585        |
| 1999 | 1.304.959  | 27.064        |
| 2000 | 1.982.711  | 32.442        |
| 2001 | 2,253,398  | 30.510        |
| 2002 | 2.835.871  | 32.764        |
| 2003 | 3,177,009  | 38,760        |
| 2004 | 3,353,350  | 39,736        |
| 2005 | 4,411,243  | 49,341        |
| 2006 | 4,963,886  | 47,792        |
| 2007 | 5.468.510  | 45.772        |
| 2008 | 5,334,152  | 43,708        |
| 2009 | 4.884.494  | 42.143        |
| 2010 | 5.013.940  | 43.796        |